# Cleyera matudai
Cleyera matudai är en tvåhjärtbladig växtart som beskrevs av Clarence Emmeren Kobuski. Cleyera matudai ingår i släktet Cleyera, och familjen Pentaphylacaceae. Inga underarter finns listade i Catalogue of Life.